# Клара-сйо
59°19′42″ пн. ш. 18°03′20″ сх. д. / 59.328333333333° пн. ш. 18.055555555556° сх. д.
Клара-сйо (швед. Klara Sjö) — видовжена акваторія у центрі Стокгольма , яка є частиною озера Меларен і розмежовує райони Кунгсгольмен і Норрмальм. 
Клара-сйо є південною частиною довшої безіменної каналоподібної акваторії, що з’єднує Ріддарфіарден на півдні з Ульвсундасйоном  на півночі та має у своєму складі: Клара-сйо, Барнгусвікен, Карлбергссйон і Карлбергсканален.
Через канал перекинуто чотири мости: Стадсгусбрун, Кларабергсвіадуктен, Кунгсбрун і Блекгольмсбрун; перший міст має кліренс 3,3 м. 

Поруч із каналом розташовано кілька видатних будівель: зокрема Стокгольмська ратуша

на південь від нього, а також лікарня Серафима на західному березі, що діяла в 1752-1990 роках. 

Назву акваторія здобула від району , у свою чергу, названого на честь колишнього монастиря святої Клари. 
Акваторію називають озером (сйо) просто тому, що раніше воно було озером, поки безперервні засипання не перетворили його у вузьку протоку у 18 столітті. 